# رودخانه سامبیرانو
رودخانه سامبیرانو (به لاتین: Sambirano River) یک رود در ماداگاسکار است که در ماداگاسکار واقع شده‌است.